# (3057) Mälaren
(3057) Mälaren (1981 EG; 1976 YH4) ist ein Asteroid des inneren Hauptgürtels, der am 9. März 1981 vom US-amerikanischen Astronomen Edward L. G. Bowell am Lowell-Observatorium, Anderson Mesa Station (Anderson Mesa) in der Nähe von Flagstaff, Arizona (IAU-Code 688) entdeckt wurde.

## Benennung
(3057) Mälaren wurde nach dem großen schwedischen See Mälaren benannt, der zwischen Stockholm und Uppsala liegt. Die Benennung dient als Andenken an einen „entspannten Schiffsabend“ am Abschluss einer erfolgreichen Konferenz über Asteroiden, Kometen und Meteore, die im Juni 1985 in Uppsala stattfand. Die Benennung wurde vom britischen Astronomen Brian Marsden nach einer Anfrage des Entdeckers Edward L. G. Bowell vorgeschlagen.